# Olaf Joachim
Olaf Thorsten Joachim (* 29. März 1965 in Bonn) ist ein deutscher politischer Beamter (SPD). Er ist seit 2025 Staatssekretär im Bundesministerium für Wohnen, Stadtentwicklung und Bauwesen. Davor amtierte er von 2011 bis 2025 als Staatsrat der Freien Freien Hansestadt Bremen, zuletzt von 2019 bis 2025 als Bevollmächtigter der Freien Hansestadt Bremen beim Bund.

## Biografie

### Familie Ausbildung und Beruf
Joachim studierte Biologie und wurde zum Doktor der Naturwissenschaften (Dr. rer. nat.) promoviert. Ab 2003 war er im Staatsdienst des Landes Bremen tätig: Bis 2005 als Referent für Grundsatzangelegenheiten beim Senator für Bau, Umwelt und Verkehr, von 2005 bis 2007 als Referatsleiter für Aufgabenplanung und Ressortkoordinierung in der Bremer Senatskanzlei und von 2007 bis 2011 als Abteilungsleiter für Planungs- und Koordinierungsangelegenheiten. Während dieser Funktion amtierte Joachim zugleich als Stellvertreter des Chefs der Senatskanzlei Hubert Schulte.
Joachim ist verheiratet und hat drei Kinder.

### Öffentliche Ämter
Am 1. September 2011 wurde Joachim vom Präsidenten des Senats Jens Böhrnsen zum Staatsrat und Chef der Bremer Senatskanzlei (CdS) ernannt. Ab den 15. August 2019 war er im Senat Bovenschulte I Staatsrat für Bundesangelegenheiten, Medienangelegenheiten, Entwicklungszusammenarbeit und Internationales und Bevollmächtigten der Freien Hansestadt Bremen beim Bund. Die Bremische Bürgerschaft wählte Joachim am selben Tag zum Mitglied des Senats. Ab dem 5. Juli 2023 war er im Senat Bovenschulte II Bevollmächtigter der Freien Hansestadt Bremen beim Bund und für Europa. Im Zuge der Bildung des Kabinetts Merz im Mai 2025 wurde Joachim zum beamteten Staatssekretär im Bundesministerium für Wohnen, Stadtentwicklung und Bauwesen unter Bundesministerin Verena Hubertz (SPD) ernannt.